# Gałązki Małe
Gałązki Małe – wieś w Polsce położona w województwie wielkopolskim, w powiecie ostrowskim, w gminie Nowe Skalmierzyce, w Kaliskiem, ok. 8 km od Nowych Skalmierzyc, ok. 12 km od Kalisza.

## Podział administracyjny
W XIX wieku miejscowość należała administracyjnie do powiatu pleszewskiego. W latach 1975–1998 do województwa kaliskiego, od 1999 do powiatu ostrowskiego.

## Historia
Znane od roku 1403 jako własność rycerska. Wieś w drugiej połowie XVI wieku należała częściowo do Macieja Droszewskiego, Walentego Rzekieckiego i do rodziny Gałęskich.
Według Słownika geograficznego Królestwa Polskiego z 1881 roku w Gałązkach Małych było 8 domów i 81 mieszkańców.

## Zabytki
- Zespół rezydencjonalny składający się aktualnie z dworu oraz parku:
- Pałacyk Hilbigów  z 1903 roku - właściwie dwór w stylu secesyjnej willi zbudowany staraniem rodziny Hilbigów. Obiekt murowany, piętrowy, w strefie poddasza z muru pruskiego, w całości podpiwniczony, nakryty wysokim dachem czterospadowym z 5 kominami. Wzniesiony na rzucie prostokąta z trzema ryzalitami od frontu - głównym piętrowym poprzedzonym schodami wejściowymi oraz dwoma parterowymi, jednym od ogrodu i jednym od strony pn. z dodatkowym schodami bocznymi i wejściem. Elewacje w większości tynkowane, bogato zdobione, cokół boniowany, a w strefie poddasza elementy muru pruskiego zdobione polichromiami.
- park krajobrazowy założony w 1903 roku - obecnie zachowany drzewostan parkowy w części pd. założenia dworskiego wraz ze stawem oraz studnią dworską znajdującą się za budynkiem.[7]